# 新市河乡
新市河乡是中国陕西省延安市宜川县下辖的一个乡。

## 行政区划
新市河乡下辖以下行政区：
长命村、桑曲村、宜世村、太吉村、下北赤村、上北赤村、兴家塬村、赵村、东良村、西良村、北丛村、小叱干村、土回村、太塬村、叱干村、瓦子村、新集村